# Віхула (волость)
Віхула (ест. Vihula) — волость в Естонії, у складі повіту Ляяне-Вірумаа. Волосна адміністрація розташована в селищі Вису.

## Розташування
Площа волості — 364.28 км², чисельність населення станом на 1 січня 2009 року становить 1939 чоловік.
Адміністративний центр волості — сільське селище (ест. alevik) Вису. Крім того, на території волості знаходяться ще 52 села: Алтья, Аасуметса (Aasumetsa), Адака (Adaka), Анді (Andi), Анніквере (Annikvere), Еісма (Eisma), Еру (Eru), Хаілі (Haili), Ілумяе (Ilumäe), Йоанду (Joandu), Какувялйа (Kakuvälja), Карепа (Karepa), Карула (Karula), Кясму (Käsmu), Ківа (Kiva), Колйаку (Koljaku), Коолімяе (Koolimäe), Корйусе (Korjuse), Коста (Kosta), Лахе (Lahe), Лаулі (Lauli), Лобі (Lobi), Метсанурга (Metsanurga), Метсіку (Metsiku), Муіке (Muike), Мустойа (Mustoja), Наттурі (Natturi), Ноону (Noonu), Оанду (Oandu), Паасі (Paasi), Пайувескі (Pajuveski), Палмсе (Palmse), Педассаре (Pedassaare), Піхласпеа (Pihlaspea), Рутйа (Rutja), Сагаді (Sagadi), Сакуссаре (Sakussaare), Салатсе (Salatse), Тепелвялйа (Tepelvälja), Тідріку (Tidriku), Тіігі (Tiigi), Тоолсе (Toolse), Тиугу (Tõugu), Уускюла (Uusküla), Ваінупеа (Vainupea), Ватку (Vatku), Вергі (Vergi), Віхула (Vihula), Віла (Vila), Вілланді (Villandi), Вихма (Võhma), Висупере (Võsupere).
У волості розташований Національний парк Лахемаа.

## Галерея

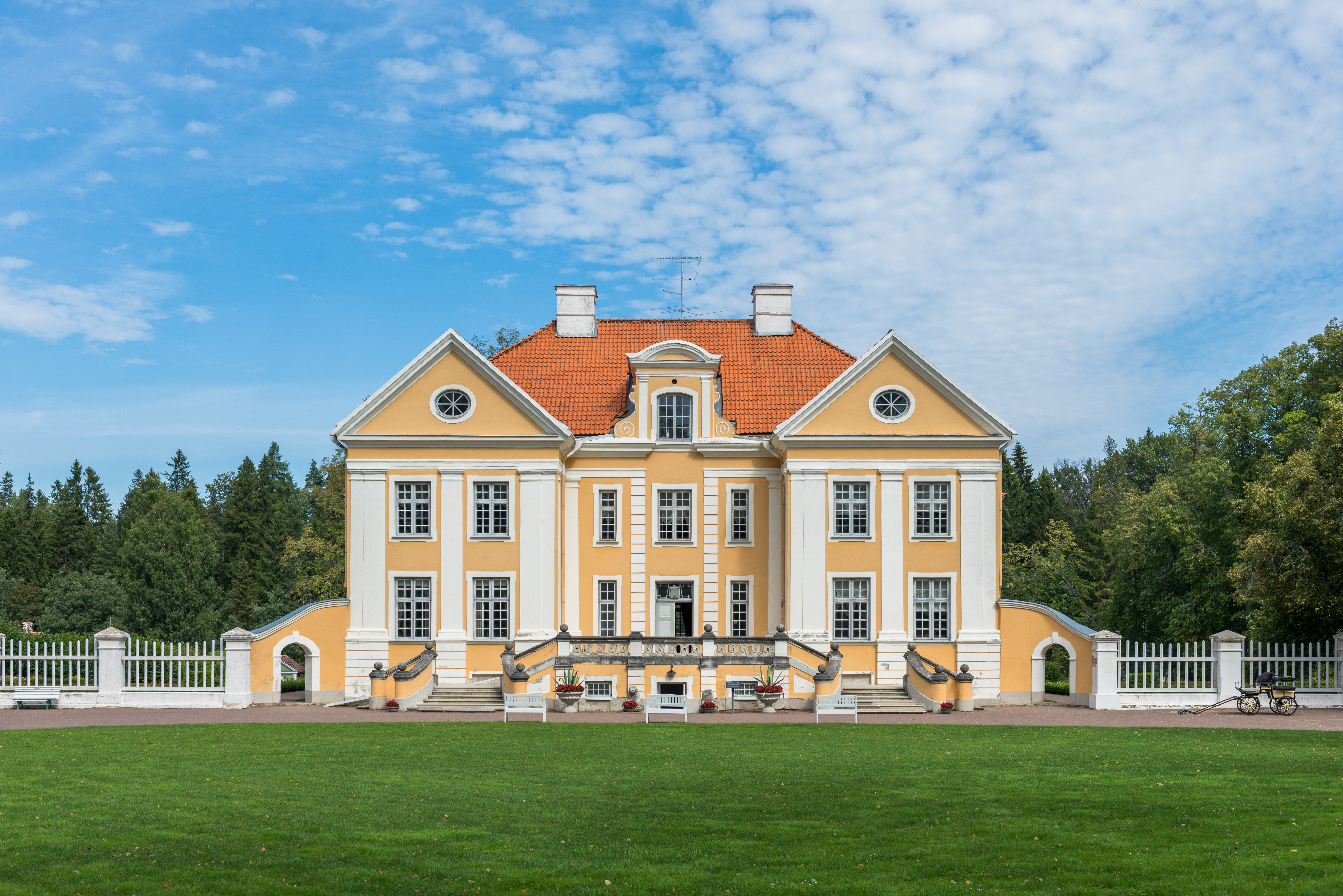
Маєток у селі Палсме
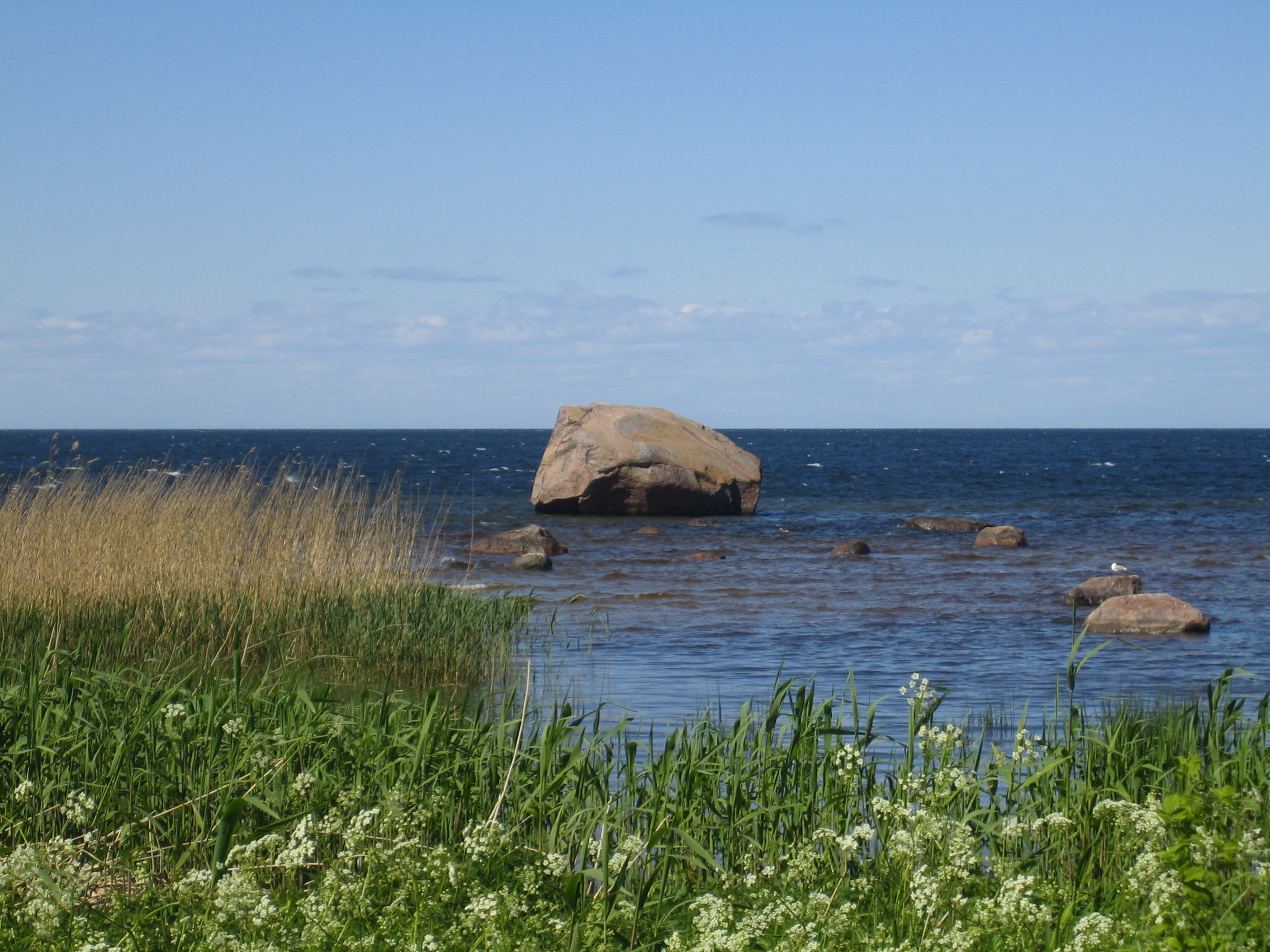
Камінь Алтья
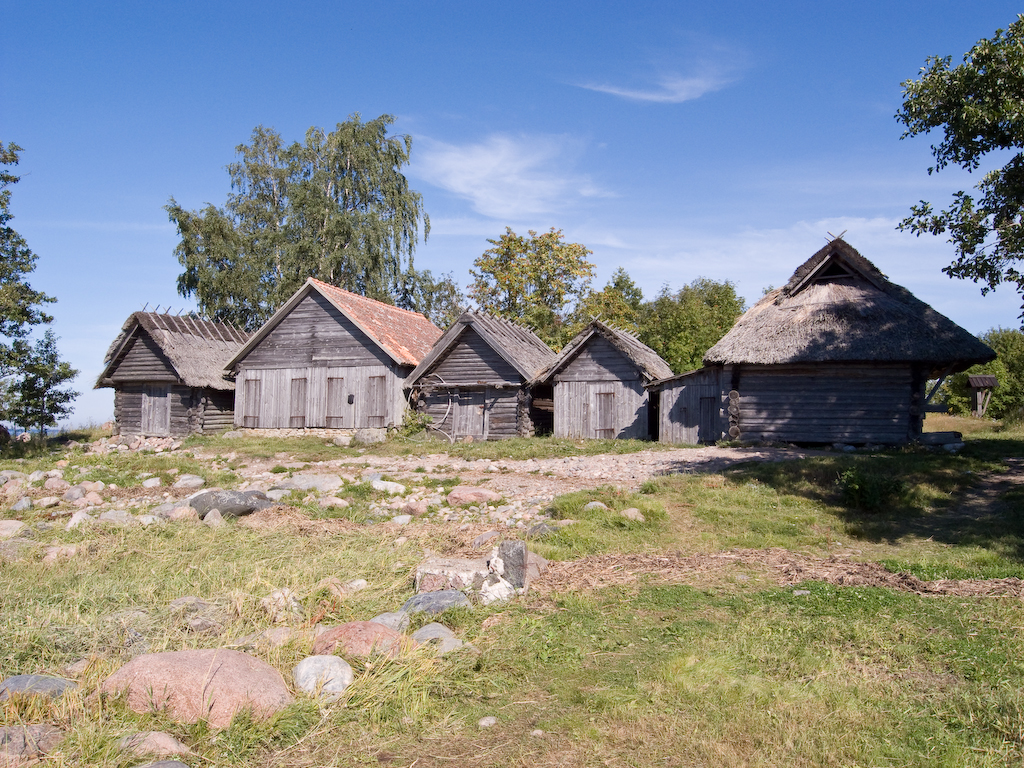
Будинки в селі  Алтья